# Жофрен, Мария Тереза
Мари́я Тере́за Роде́, в замужестве Мария Тереза Жофре́н (фр. Marie Thérèse Rodet Geoffrin; 2 июня 1699, Париж, Франция — 6 октября 1777, там же) — французская меценатка; хозяйка знаменитого литературного салона, куда в течение целых двадцати пяти лет сходились все талантливейшие представители интеллигенции Парижа.

## Биография
Мария Тереза происходила из мелкой буржуазии; не получив систематического образования, она, благодаря природному уму, начитанности и состоянию, сумела занять почётное положение в высшем обществе. Её муж, богатый фабрикант, вдвое старше её, не стеснял литературные пристрастия жены. Жофрен познакомилась в салоне г-жи де Тансен с Монтескьё, Фонтенелем, Мариво и около 1748 года открыла собственный салон, куда постепенно перешло большинство посетителей госпожи Тансен.
По словам Сент-Бёва, салон мадам Жофрен был своего рода учреждением, прекрасно организованным и управляемым. У Жофрен были особые дни для литераторов и учёных, другие — для художников и третьи — для светских знакомых. Громкой известностью пользовались её литературные обеды, где рядом с Д’Аламбером, Гольбахом, Дидро и другими можно было встретить знатных и образованных иностранцев — Горацио Уолпола, графа Крейца, Эдуарда Гиббона и других. Общество, собиравшееся на этих обедах по средам, состояло из одних мужчин: хозяйка заметила, что присутствие дам, особенно молодых, отвлекало собеседников от общих тем. Из дам она сделала исключение только для мадемуазель Леспинас, которая отличалась умом и к тому же, будучи крайне некрасивой, даже не пыталась обратить на себя внимание мужчин.
Разговор за обедом касался различных вопросов: литературные и политические новости, придворные анекдоты, вновь написанные стихи, — всё это давало повод к живому обмену мыслями. Чтобы председательствовать достойным образом в собрании стольких замечательных людей, нужно было обладать большим умом и ещё большим тактом. По свидетельству современников, Жофрен умела так направлять разговор, что каждому из собеседников поочередно представлялся случай выказать в полном блеске свой разговорный талант, и они уходили довольные собой и умной хозяйкой.
Однажды она сумела так искусно разговорить довольно скучного собеседника, аббата де Сен-Пьера, что он стал совершенно неузнаваем; когда же Жофрен поздравила его с успехом, простодушный аббат отвечал: «я был не более как инструмент, на котором вы сегодня так хорошо играли». Споры допускались, но без примеси личного раздражения и желания уязвить; когда же проницательная хозяйка замечала в ком-нибудь из собеседников присутствие этого нежелательного элемента, она прерывала разговор словами: «— Voilà qui est bien!».

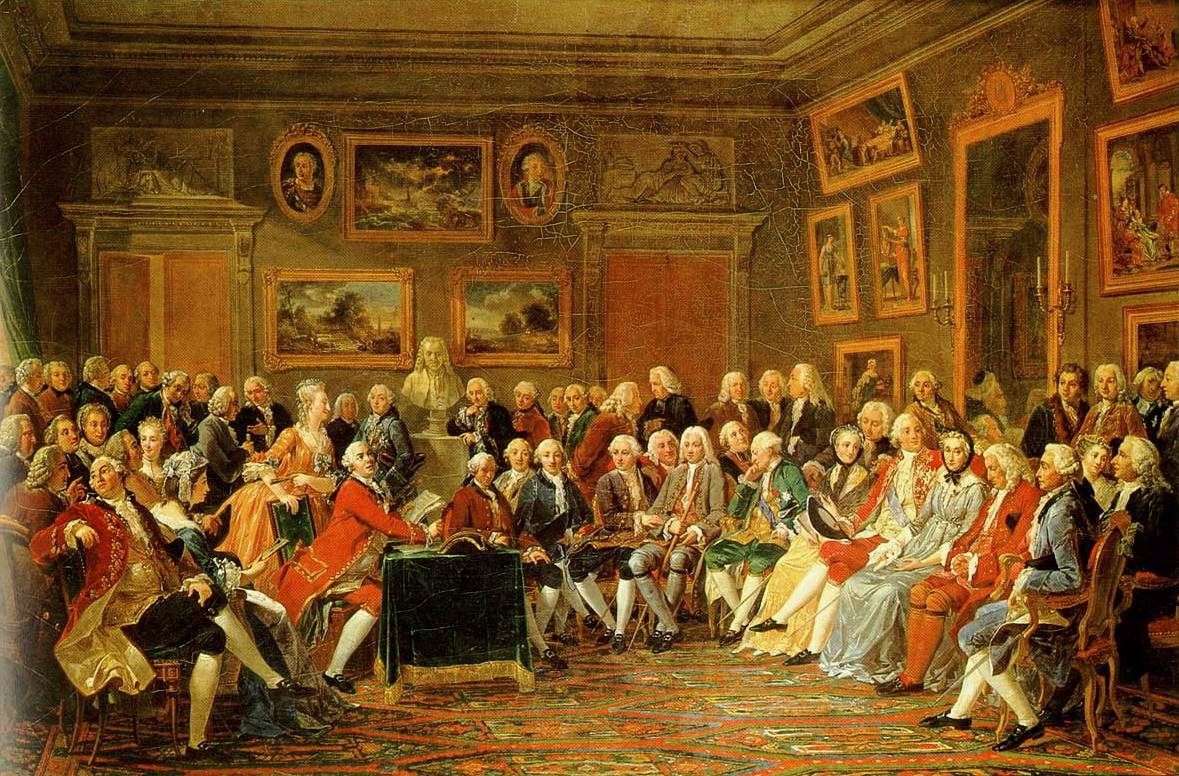
Анисе Шарль Габриэль Лемонье. Чтение трагедии Вольтера Китайский сирота в салоне г-жи Жофрен, 1812.

В противоположность г-же Тансен, смотревшей на писателей и учёных несколько свысока, Жофрен относилась к ним с большим уважением и внимательно прислушивалась к их суждениям, что не мешало ей, однако, читать им время от времени нотации; последние считались большим знаком благоволения со стороны хозяйки. По словам Уолпола, даже в манере Жофрен делать замечания было нечто необыкновенно привлекательное.
«Я прежде терпеть не мог, — говорит он по этому поводу, — когда мне читали нотации, но теперь я решительно вошёл во вкус их. Я охотно сделал бы Жофрен моим духовником и директором моей совести и думаю, что она одна могла бы сделать из меня рассудительного человека». Когда Станислав Понятовский, ещё молодым человеком, жил в Париже, Жофрен оказала ему немало существенных услуг, помня которые, он называл её не иначе как матерью. Став королём Польши, он убедительно просил её посетить его в Варшаве. Несмотря на свои 67 лет, Жофрен тронулась в путь и была принята королём с необыкновенным почётом. Узнав, что Жофрен прибыла в Варшаву, императрица Екатерина II написала ей собственноручное письмо и звала в Петербург, но Жофрен была слишком утомлена, чтобы решиться предпринять такое дальнее путешествие и, прогостив около двух месяцев в Варшаве, через Вену вернулась в Париж.
Лестные знаки внимания, которыми осыпали Жофрен король Польши и император Австрии, обеспокоили её парижских друзей, опасавшихся, что царские приёмы могут вскружить ей голову и даже изменить её убеждения. В этом духе Мармонтель написал ей письмо, но Жофрен поспешила успокоить его на этот счёт и уверить, что всё останется по-старому. Верная своему правилу не допускать, чтобы старая дружба зарастала травой, Жофрен по возвращении в Париж повела прежнюю жизнь, по-прежнему собирала у себя своих друзей, по-прежнему принимала горячее участие в издании энциклопедии, на которую ежегодно жертвовала значительные суммы. Так продолжалось ещё десять лет.
В 1776 году Жофрен поразил удар, и она была парализована. Пользуясь её беспомощным состоянием, дочь Жофрен, маркиза де ла Ферте, не терпевшая энциклопедистов, отказывалась их принимать. По этому поводу Жофрен в шутку назвала её Готфридом Бульонским, поставившим своей задачей защищать её гробницу от неверных. Лишённая возможности видеться с своими друзьями, Жофрен тем не менее продолжала думать о них и, умирая, завещала каждому из них небольшую ежегодную сумму помощи.

## Семья
Вышла замуж 19 июля 1713 года за Франсуа Жофрена, подполковника королевской гвардии. Дети:
- Дочь — Мария-Тереза (1715—1789), с 1733 замужем за маркизом Филиппом-Шарлем де ла Ферте-Эмбо.
- Сын (р. 1717, умер в младенчестве).

## Источник текста
- s:ЭСБЕ/Жофрэн, Мария-Терезия